# Foss (rivière)
Pour les articles homonymes, voir Foss.
La Foss est une rivière du Yorkshire du Nord, affluent de l'Ouse.

## Géographie
La Foss prend sa source dans les Howardian Hills, non loin du village d'Oulston. De là, elle suit un cours grossièrement orienté vers le sud pendant 31 km, traversant les localités de Stillington, Strensall, Haxby et Earswick, avant de se jeter dans l'Ouse dans la ville d'York.
La rivière est protégée des débordements de l'Ouse au niveau de la confluence avec cette rivière par la barrière Foss qui empêche la remontée des eaux et protège les quartiers d'York arrosés par la Foss.